# 황민화 교육
황민화 교육(皇民化教育)은 일본 제국의 통치 지역에서의 일본인이외의 민족에 대한 간 동화 교육이다. 내지, 외지를 불문하고 시행되었다.

## 같이 보기
- 교육에 관한 칙어
- 궁성요배
- 일본화 (문화)
- en:Welsh Not
- 쇼와 국가주의